# 미리벌중학교
미리벌중학교(미리벌中學校)는 대한민국 경상남도 밀양시 청도면 인산리에 있는 공립 중학교이다.

## 학교 연혁
- 2015년 1월 29일 : 미리벌중학교 교명 확정
- 2015년 3월 1일 : 미리벌중학교 6학급 인가
- 2015년 3월 1일 : 제1대 장승욱 교장 취임
- 2015년 3월 1일 : 미리벌중학교 개교(구, 초동중.상남중 2개교로 나누어 1학기 학사운영)
- 2015년 3월 1일 : 개교식 및 제1회 입학식 신입생 23명(남 11명, 여 12명)
- 2015년 8월 10일 : 미리벌중학교 신축건물 준공
- 2015년 8월 24일 : 미리벌중학교 새 건물로 이전(2015학년도 2학기 개학)
- 2016년 1월 8일 : 제1회 졸업식 졸업생 32명(남 13명, 여 19명)
- 2018년 3월 1일 : 상동중학교 통폐합
- 2022년 3월 1일 : 제5대 김영자 교장 취임
- 2023년 1월 4일 : 제8회 졸업식 졸업생 42명(남 26명, 여 16명)
- 2023년 3월 2일 : 제9회 입학식 신입생 56명(남 37명, 여 19명)

## 참고 자료
- 미리벌중학교 - 한국교육학술정보원 학교알리미